# Monema coralina
Monema coralina är en fjärilsart som beskrevs av Dudgeon 1895. Monema coralina ingår i släktet Monema och familjen snigelspinnare. Inga underarter finns listade i Catalogue of Life.